# Eriastrum sapphirinum
Eriastrum sapphirinum är en blågullsväxtart som först beskrevs av Alice Eastwood, och fick sitt nu gällande namn av Mason. Eriastrum sapphirinum ingår i släktet Eriastrum och familjen blågullsväxter.

## Underarter
Arten delas in i följande underarter:
- E. s. dasyanthum
- E. s. sapphirinum